# Wilson (film 2017)
Wilson è un film del 2017 diretto da Craig Johnson, con protagonista Woody Harrelson.
La pellicola è una trasposizione cinematografica dell'omonimo romanzo grafico di Daniel Clowes, autore anche della sceneggiatura.

## Trama
Wilson, un solitario, misantropo e nevrotico uomo di mezz'età, scopre di avere una figlia adolescente di cui non sapeva l'esistenza. Per questo chiede aiuto all'ex moglie Pippi, per poterla incontrare per la prima volta.

## Produzione
I diritti della graphic novel sono stati acquistati nel 2010 dalla Fox Searchlight Pictures con l'intento di realizzare un adattamento cinematografico con la potenziale regia di Alexander Payne. Infine la regia è stata affidata a Craig Johnson e Payne è rimasto in veste di produttore.
Le riprese sono iniziate a Minneapolis, Minnesota, a giugno 2015.

## Distribuzione
Il film è stato presentato in anteprima al Sundance Film Festival 2017 e successivamente distribuito nelle sale cinematografiche statunitensi il 24 marzo 2017.
In Italia è stato distribuito il 20 aprile 2017.